# La Semaine sanglante
Pour les articles homonymes, voir Semaine sanglante (homonymie).
La Semaine sanglante est une chanson révolutionnaire de Jean Baptiste Clément, écrite en 1871 à Paris où il combattait pour la Commune de Paris, et chantée sur l'air du Chant des Paysans de Pierre Dupont.
Elle dénonce le massacre des communards par les Versaillais (armée régulière répondant aux ordres du gouvernement légal du pays, dirigé par Adolphe Thiers et qui siégeait à Versailles) durant la Semaine sanglante, derniers jours de la Commune.

## Interprètes
La chanson a été reprise par différents artistes et groupes : 
- Germaine Montero
- Marc Ogeret[Note 1] en 1969, réédition sur l'album CD Autour de la Commune en 1994, compilation, Florilège de la chanson populaire française, Disques Vogue.
- Serge Kerval en 1970, Complaintes et ballades de France, n°5.
- Les Quatre Barbus, La Commune de Paris (1970).
- Francesca Solleville[Note 2] en 1971, réédition sur l'album CD La Commune en chantant en 1988, Disc AZ.
- Rosalie Dubois, Chants de révolte (1978).
- Zap en 1989.[réf. nécessaire]
- Michèle Bernard en 1973 sur Le temps des crises. L’histoire de France à travers les chansons
- Les Amis d'ta femme, Noir... et rouge aussi un peu, 2003.
- La Compagnie Jolie Môme
- Dubamix, sur l'EP Communardes Communards

## Musique
Elle est composée par Pierre Dupont pour l'air du Chant des Paysans.

## Paroles
La Semaine Sanglante
Sauf des mouchards et des gendarmes,
On ne voit plus par les chemins,
Que des vieillards tristes en larmes,
Des veuves et des orphelins.
Paris suinte la misère,
Les heureux mêmes sont tremblants.
La mode est aux conseils de guerre,
Et les pavés sont tout sanglants.
Refrain
Oui mais !
Ça branle dans le manche,
Les mauvais jours finiront.
Et gare ! à la revanche
Quand tous les pauvres s’y mettront.
Quand tous les pauvres s’y mettront.
Les journaux de l'ex-préfecture
Les flibustiers, les gens tarés,
Les parvenus par l'aventure,
Les complaisants, les décorés
Gens de Bourse et de coin de rues,
Amants de filles au rebut,
Grouillent comme un tas de verrues,
Sur les cadavres des vaincus.
Refrain
On traque, on enchaîne, on fusille
Tous ceux qu’on ramasse au hasard.
La mère à côté de sa fille,
L'enfant dans les bras du vieillard.
Les châtiments du drapeau rouge
Sont remplacés par la terreur
De tous les chenapans de bouges,
Valets de rois et d'empereurs.
Refrain
Nous voilà rendus aux jésuites
Aux Mac-Mahon, aux Dupanloup.
Il va pleuvoir des eaux bénites,
Les troncs vont faire un argent fou.
Dès demain, en réjouissance
Et Saint-Eustache et l’Opéra
Vont se refaire concurrence,
Et le bagne se peuplera.
Refrain
Demain les manons, les lorettes
Et les dames des beaux faubourgs
Porteront sur leurs collerettes
Des chassepots et des tambours
On mettra tout au tricolore,
Les plats du jour et les rubans,
Pendant que le héros Pandore
Fera fusiller nos enfants.
Refrain
Demain les gens de la police
Refleuriront sur le trottoir,
Fiers de leurs états de service,
Et le pistolet en sautoir.
Sans pain, sans travail et sans armes,
Nous allons être gouvernés
Par des mouchards et des gendarmes,
Des sabre-peuple et des curés.
Refrain
Le peuple au collier de misère
Sera-t-il donc toujours rivé ?
Jusques à quand les gens de guerre
Tiendront-ils le haut du pavé ?
Jusques à quand la Sainte Clique
Nous croira-t-elle un vil bétail ?
À quand enfin la République
De la Justice et du Travail ?
Refrain